# Euphorbia caput-aureum
Euphorbia caput-aureum ist eine Pflanzenart aus der Gattung Wolfsmilch (Euphorbia) in der Familie der Wolfsmilchgewächse (Euphorbiaceae).

## Beschreibung
Die sukkulente Euphorbia caput-aureum bildet einen fünfkantigen Stamm bis etwa 1 Meter Höhe aus. Die wenigen Zweige sind leicht spiralig. Die einfachen Dornen werden bis 12 Millimeter lang und besitzen gelegentlich kleinere Dornen an der Basis. Die verkehrt eiförmigen Blätter werden bis 12 Zentimeter lang und 3,5 Zentimeter breit.
Der Blütenstand besteht aus nahezu sitzenden Cymen, die zwei- bis vierfach gegabelt sind. Die aufrechten und gelb gefärbten Cyathophyllen umschließen die Cyathien. Die kleinen Cyathien sind nahezu sitzend und mit Haaren besetzt. Die Nektardrüsen sind elliptisch geformt und die gestielte Frucht ist mit wenigen Haaren bedeckt. Sie enthält den eiförmigen Samen, der 2,5 Millimeter breit und 1,5 Millimeter lang wird.

## Verbreitung und Systematik
Euphorbia caput-aureum ist endemisch im Westen von Madagaskar verbreitet. Die Art steht auf der Roten Liste der IUCN, es gibt zu ihr aber eine ungenügende Datengrundlage (Data Deficient).
Die Erstbeschreibung der Art erfolgte 1921 durch Marcel Denis.